# Parafia Narodzenia Najświętszej Maryi Panny w Bolestraszycach
Parafia Narodzenia Najświętszej Maryi Panny w Bolestraszycach – parafia rzymskokatolicka znajdująca się w archidiecezji przemyskiej w dekanacie Żurawica.

## Historia
W 1890 roku Michałowscy zbudowali kaplicę dworską w Bolestraszycach.
2 listopada 1945 roku dekretem bpa Franciszka Bardy została erygowana ekspozytura, z wydzielonego terytorium parafii Żurawica. Na kościół parafialny zaadaptowano dawną cerkiew.
W 1971 roku w kościele umieszczono obraz Matki Bożej Zwycięskiej, pochodzący z Kresów Wschodnich.
7 lipca 1996 roku poświęcono plac pod budowę nowego kościoła. 6 września 1998 roku abp Józef Michalik poświęcił nowy kościół.
25 lipca 2009 roku dawna cerkiew została rozebrana.
Na terenie parafii jest 1 498 wiernych.

## Proboszczowie
- ks. Ignacy Jarek (1945–?) (ekspozyt)[5][6][7]
- ks. Kazimierz Bugiel (1966–1982)[8]
- ks. dr Zbigniew Głowacki (1982–1996)[9]

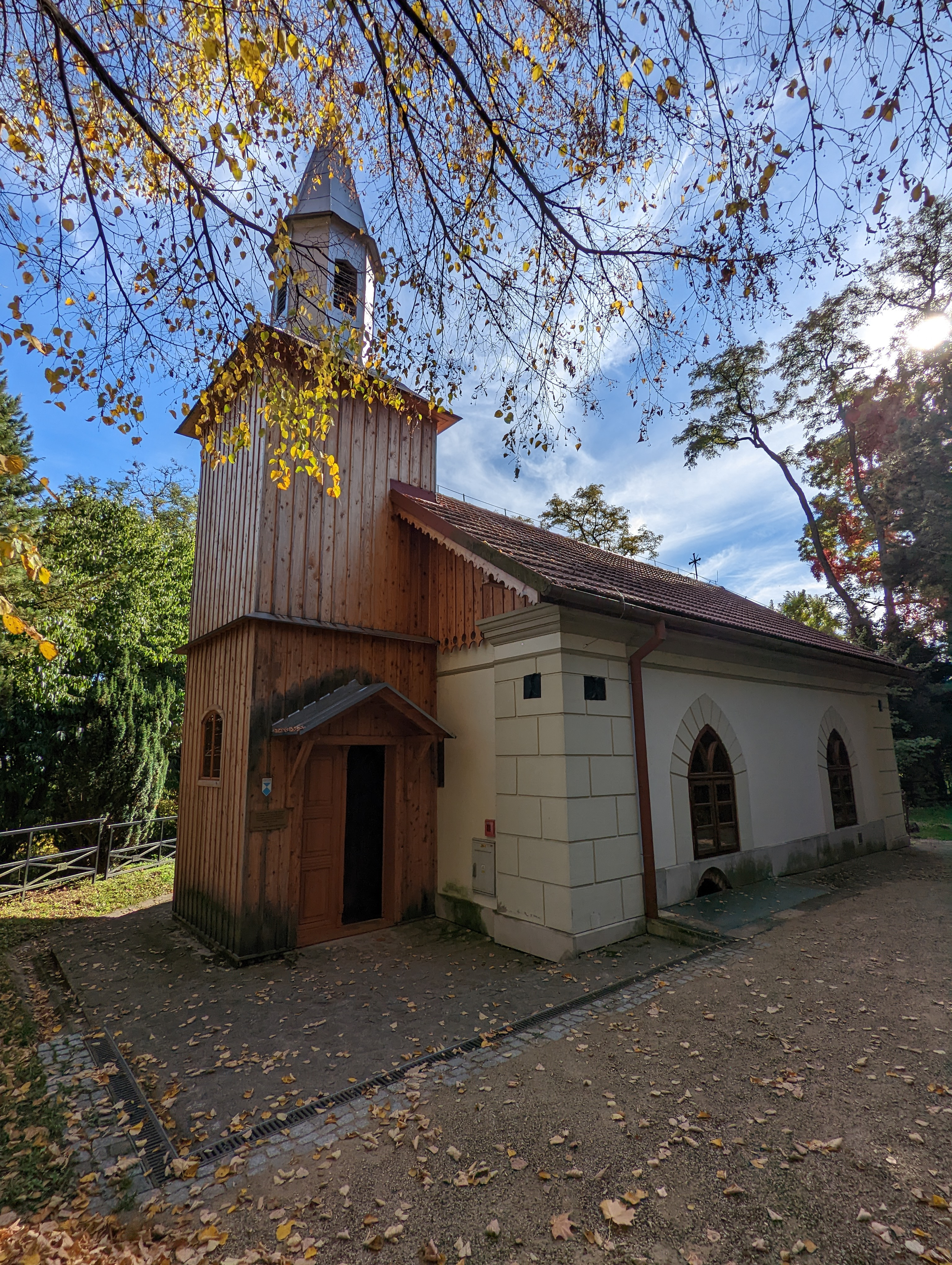
Kaplica dworska z 1890 roku, na terenie Arboretum

- ks. Piotr Buk (1996–2003)
- ks. Marian Hofman (2003–2006)
- ks. Jerzy Jakubiec (2006-2014)
- ks. Jerzy Kędzierski (2014–2018)[10]
- ks.Jerzy Gałązka (2018–2019)
- ks. Andrzej Panek (od 2019)